# 西新町商店街 (徳島市)

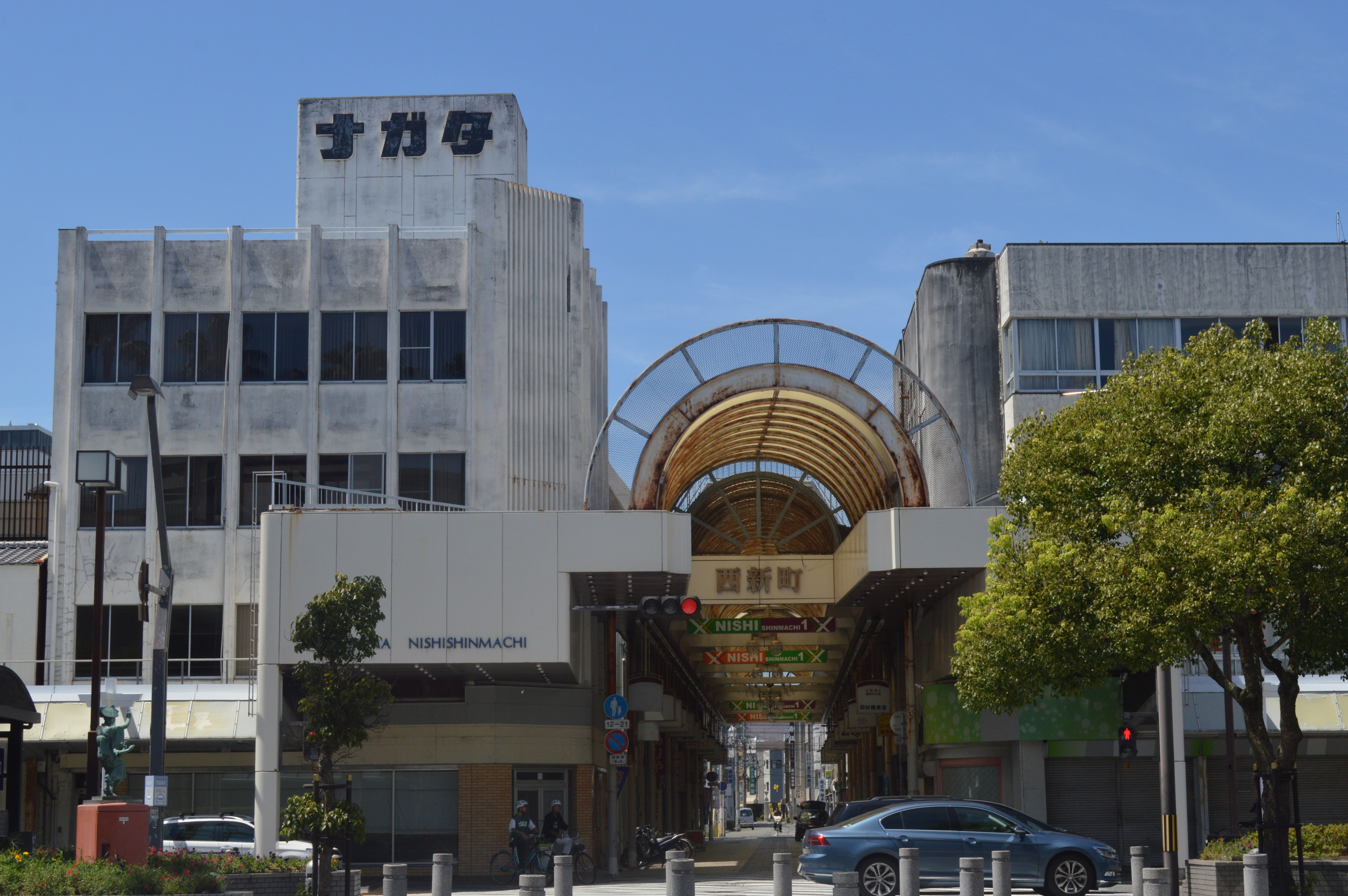
西新町商店街

西新町商店街（にししんまちしょうてんがい）は、かつて存在した徳島県徳島市西新町にあるアーケード商店街。

## 歴史
昔ながらの店が並ぶ商店街で、阿波踊り期間中であるお盆には人で賑わっている。しかし近年では客足が急激に減っており、郊外店の増加や、向かい側にある東新町商店街にあったダイエーが立ち退いたことなどが原因とされている。
2024年（令和6年）4月より老朽化した商店街を解体し、ホテルや高層マンション、商業施設を建設する再開発が開始された。2027年（令和9年）完了予定。

### かつて存在した店舗
- 徳島経済センター（旧館1963年開館-2012年（平成24年）5月2日閉館、新館1971年開館-2012年（平成24年）5月2日閉館）
  - 日本郵便徳島新町郵便局（2012年（平成24年）4月14日閉店。同年4月16日、南末広町の徳島経済産業会館内へ移転・改称、徳島末広郵便局）
  - 徳島商工会議所
  - 徳島県信用保証協会
  - 徳島県商工会連合会
  - 公益財団法人とくしま産業振興機構
  - 徳島県中小企業団体中央会